# کازندورف
کازندورف (به آلمانی: Kasendorf) یک شهر در آلمان است که در بایرن واقع شده‌است.

## خصوصیات
کازندورف ۳۹٫۰۱ کیلومترمربع مساحت دارد ۳۸۰ متر بالاتر از سطح دریا واقع شده‌است.